# Hồ Xuân Hùng
Hồ Xuân Hùng (sinh ngày 9 tháng 10 năm 1951) Chủ tịch Tổng hội Nông nghiệp Phát triển Nông thôn Việt Nam. Trước đó nguyên là Chủ tịch Uỷ ban nhân dân tỉnh Nghệ An, Việt Nam, Phó Trưởng ban Ban Vật giá Chính phủ, rồi Phó trưởng ban Ban Đổi mới và Phát triển Doanh nghiệp Nhà nước, Thứ trưởng Bộ Nông nghiệp và Phát triển Nông thôn, kiêm nhiệm Chủ tịch Hội đồng Quản trị Tập đoàn Công nghiệp Cao su Việt Nam.

## Tiểu sử
Ông quê ở xã Diễn Hồng, huyện Diễn Châu, tỉnh Nghệ An (nay là xã Đức Châu, tỉnh Nghệ An, Việt Nam).
Ông từng theo học Khoa vật giá K18B, Trường Đại học Kinh tế kế hoạch Hà nội, Việt Nam, khóa 1976 - 1980.
Thời gian làm Chủ tịch UBND tỉnh Nghệ An, ông đã có nhiều chủ trương, chỉ đạo thực thi nhiều công trình có hiệu quả cao (mặc dù thời đó vẫn có ý kiến phê phán) như:
Nhà máy đường Tate & Lyle;
Xi măng Hoàng Mai;
Quảng trường Hồ Chí Minh tại Thành phố Vinh;
Chủ trương xây dựng hạ tầng kỹ thuật, đặc biệt là tuyến đường nối TP Vinh với TX Cửa Lò...
Không chỉ là một chính trị gia, Hồ Xuân Hùng còn được biết đến như là một nhà thơ với rất nhiều tác phẩm đã được đăng tải trên các báo, tạp chí trung ương. Trong đó có những bài thơ đã được phổ nhạc thành các ca khúc như:
- Kiên Giang một thời để nhớ
- Mưa đêm thành Vinh
- Đà Lạt chiều hè
- Tây nguyên ơi nổi trống lên
- Nếu Hà Nội không có mùa đông